# Antes que o Mundo Acabe (álbum)
Antes que o Mundo Acabe é o segundo álbum lançado pelo rapper Max B.O., em parceria com o produtor Green Alien. Ele foi disponibilizado para download gratuito no formato de EP, no dia 12 de dezembro de 2012 às 12:12.

## Faixas
1. Antes Que O Mundo Acabe (part. Terra Preta)
2. Vamo Pra Cima
3. Viagem Louca (part. Rashid)
4. Sol, Racha, Cidade (part. Thiene Medeiros e Diego Primo)
5. 011 (REMIX) (part. Xis, Nego E e Mamuti)
6. Não Volta Mais (part. Terra Preta)
7. Quem É Você